# King Ridge
King Ridge är en bergstopp i Antarktis. Den ligger i Västantarktis. Argentina, Chile och Storbritannien gör anspråk på området. Toppen på King Ridge är 812 meter över havet.
Terrängen runt King Ridge är huvudsakligen platt, men åt sydväst är den kuperad. Trakten är obefolkad. Det finns inga samhällen i närheten. 